# PY Водолея
PY Водолея (лат. PY Aquarii) — двойная затменная переменная звезда типа W Большой Медведицы (EW) в созвездии Водолея на расстоянии приблизительно 1972 световых лет (около 605 парсеков) от Солнца. Видимая звёздная величина звезды — от +13,3m до +12,7m. Орбитальный период — около 0,4021 суток (9,6501 часов).

## Характеристики
Первый компонент — жёлтая звезда спектрального класса G. Радиус — около 1,55 солнечного, светимость — около 2,038 солнечных. Эффективная температура — около 5547 К.